# Bone bed

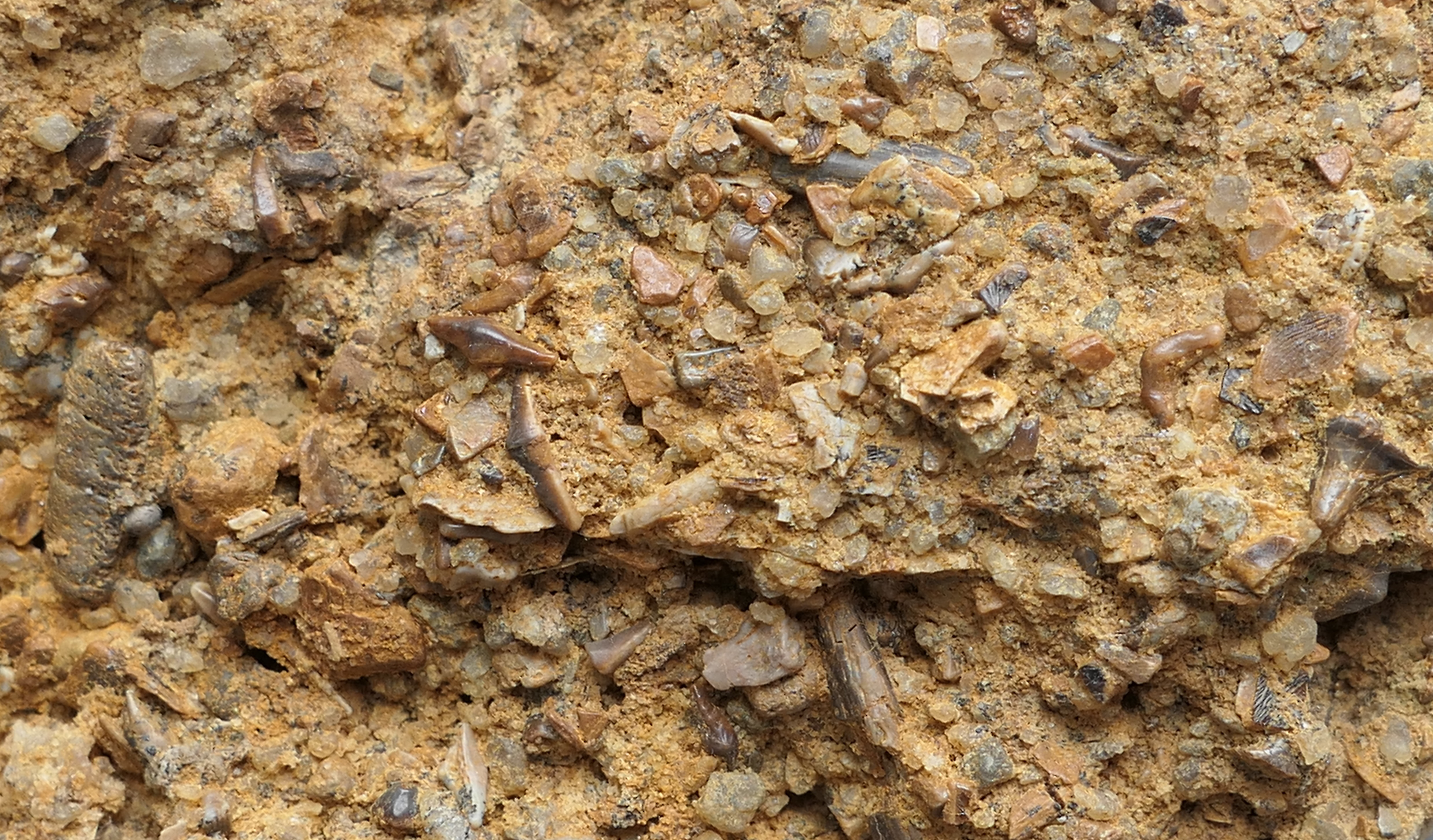
Rhätoliassisches Grenzbonebed aus dem Tübinger Raum. Bildbreite: 5,5 cm.

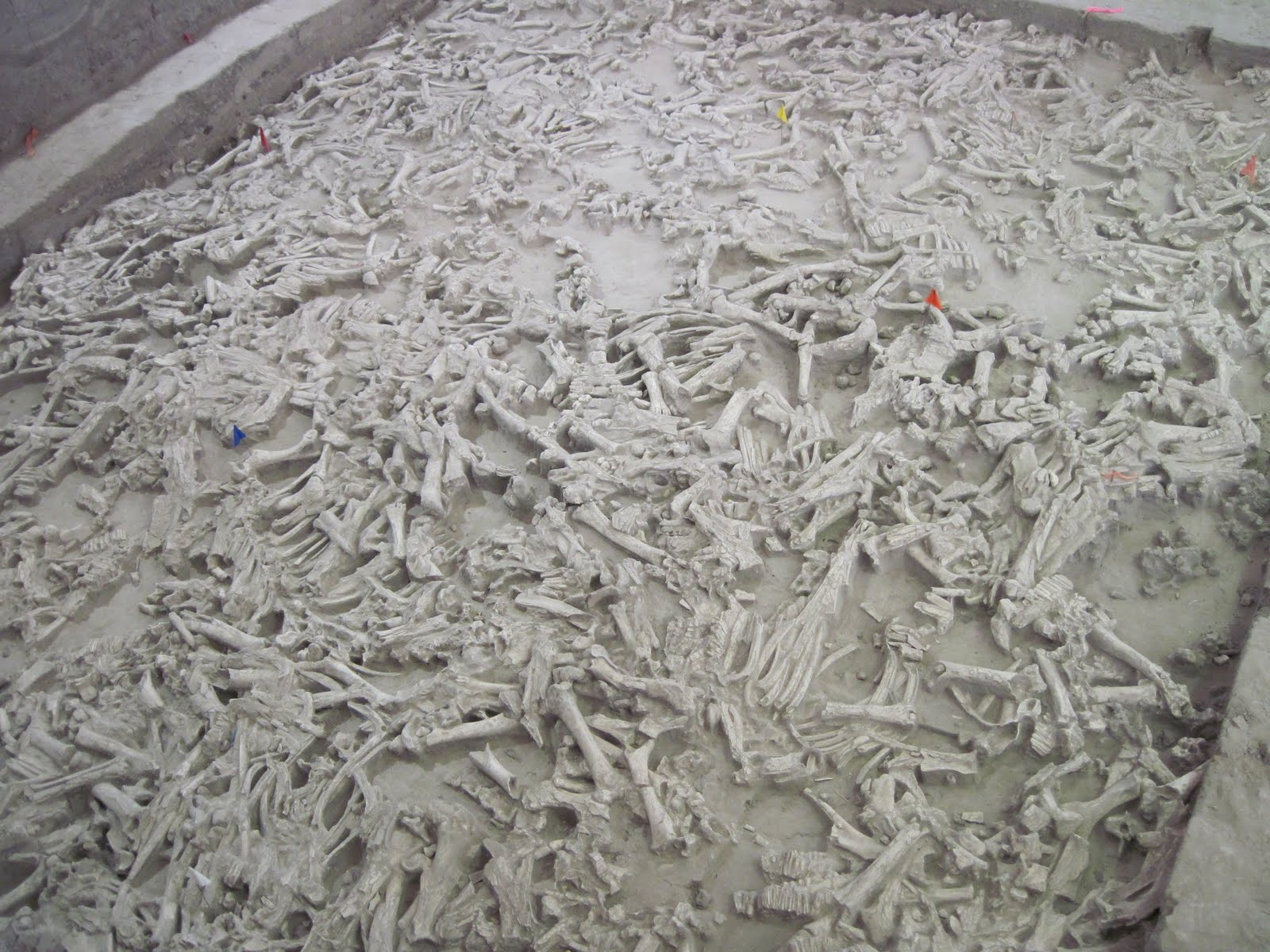
Etwa 10.000 Jahre alte Knochen einer ausgestorbenen Bison-Art im Hudson-Meng-Bonebed in Nebraska, USA. Die Fossilien stammen von ca. 600 Individuen, die eines unbekannten natürlichen Todes starben.

Ein Bone bed oder Bonebed (englisch „Knochenlager“) ist eine Anreicherung von fossilen Knochenteilen, Zähnen, Schuppen und Koprolithen („Knochenbrekzie“). Da sich die Bestandteile des späteren Bonebeds im bewegten Flachwasser ablagerten, sind diese mehr oder weniger stark abgerollt.
Ein Bonebed kann durch das Ausbleiben der Hintergrund-Sedimentation, der späteren Auswaschung des Feinsediments oder durch Zusammenschwemmung der Hartteile (Bioklasten) entstehen.
Ein bekanntes Vorkommen im deutschsprachigen Raum stellt das Rhät-Lias-Bonebed des Tübinger Raums dar, das charakteristisch für den Keuper-Lias-Übergang ist. Am neu konzipierten Geologischen Lehrpfad am Kirnberg (Schönbuch) kann eine klassische Fundlokalität besucht werden, die bereits im 19. Jahrhundert bekannt war.